# Rory Fallon
Rory Michael Fallon, född den 20 mars 1982, är en nyzeeländsk före detta fotbollsspelare. Han representerade Nya Zeelands fotbollslandslag. Han är son till den tidigare förbundskaptenen för Nya Zeeland Kevin Fallon.

## Klubbkarriär
Fallon flyttade till England som ung för spel i Barnsley FC:s ungdomsakademi. Han började i A-laget 1999. Han spelade fyra säsonger där, även om han blev utlånad till Shrewsbury Town FC en säsong, och gjorde 11 mål på 52 matcher för Barnsley. Han blev 2003 uppköpt av Barnsleys konkurrent Swindon Town FC där han gjorde en bra första säsong, men han hamnade under sin andra säsong i klubben oftast på bänken och blev i slutet av säsongen utlånad till Yeovil Town FC. Han började sin tredje säsong från start i de flesta matcherna.
I januari 2006 köptes Fallon upp av den walesiska klubben Swansea City AFC. Han gjorde hela 13 mål på 44 matcher för Swansea under året och i januari 2007 köptes han upp av Plymouth Argyle FC i The Championship. I Plymouth hade Fallon svårt att ta en plats i startelvan under de första säsongerna, men under 2009/2010 års säsong har han fått allt mer speltid och gjort fler mål.

## Landslagskarriär
Eftersom Fallons far var engelsman valde han att representera England i juniorlandslagssammanhang. Senare kunde han inte byta till att representera Nya Zeeland eftersom han hade spelat för England som ung, detta eftersom Fifa inte tillät nationalitetsbyte efter 21 års ålder. Den regeln slopade Fifa i juni 2009 och därmed blev det möjligt för Fallon att byta till Nya Zeeland.
Fallon debuterade för Nya Zeeland den 9 september 2009 i en vänskapsmatch mot Jordanien som Nya Zeeland vann med 3–1 och där Fallon gjorde ett av målen. Han var sedan med i de båda avgörande kvalmatcherna till Världsmästerskapet i fotboll 2010 mot Bahrain och han gjorde det enda målet i den andra matchen som tog Nya Zeeland till sitt andra VM-slutspel någonsin. Han är uttagen till Nya Zeelands VM-trupp 2010.